# Vendetta gialla
Vendetta gialla (The Son-Daughter) è un film del 1932 diretto da Clarence Brown e, non accreditato, Robert Z. Leonard. La sceneggiatura si basa sul lavoro teatrale omonimo di George M. Scarborough e David Belasco, andato in scena a Broadway il 19 novembre 1919.

## Produzione
Le riprese del film, prodotto dalla Clarence Brown's Production per la Metro-Goldwyn-Mayer (MGM), durarono dal 10 ottobre fino a inizio dicembre 1932.

## Distribuzione
Distribuito dalla MGM, uscì nelle sale cinematografiche USA il 23 dicembre 1932 con il titolo The Son-Daughter. Il copyright del film, richiesto dalla Metro-Goldwyn-Mayer Distributing Corp., fu registrato il 29 dicembre 1932 con il numero LP3514.